# Ромашка (ядерная энергетическая установка)
«Ромашка» — первая советская ядерная энергетическая установка. Произведена в Институте атомной энергии имени И. В. Курчатова в 1964 году. В космосе не использовалась. Предполагалось использование установки на космических аппаратах в сочетании с импульсными плазменными двигателями.

## История
Первый советский высокотемпературный реактор преобразователь «Ромашка» был создан в Институте атомной энергии имени И. В. Курчатова под научным руководством академика М. Д. Миллионщикова и запущен там же в 1964 году. Установка стала началом решения задачи преобразования ядерной энергии в электрическую. Испытания прошли успешно и завершились в 1966 году, но в космос установка не запускалась. Ромашка отличалась по типу от следующих поколений установок, Бук, Топаз, Енисей. Термоэлектрический преобразователь на кремний-германиевых полупроводниковых элементах был разработан и изготовлен в Сухумском физико-техническом институте и выдавал мощность до 800 Вт. В качестве топлива использовалось 49 кг дикарбида урана. Мощность установки составляла 0,8 квт. Тепло от ядерного реактора передавалось за счёт возможности теплопроводности материала термоэлектрическому преобразователю, расположенному на внешней поверхности реактора, и дальше рёбрам излучателя. Мощность установки была аналогична мощности SNAP-10A, а КПД был выше. Макет ядерной установки можно увидеть в павильоне ВДНХ.

## Применение
Опытный образец, положивший начало серии ядерных энергетических установок.